# Administration des chemins de fer d'Alsace et de Lorraine
L’Administration des chemins de fer d’Alsace et de Lorraine (AL) était une administration de l’État français créée en 1919. Elle gérait et exploitait le réseau ferroviaire de l’Alsace et de la Moselle et, à titre provisoire, le réseau ferroviaire Guillaume-Luxembourg. Elle disparait avec la création de la Société nationale des chemins de fer français (SNCF) le 1er janvier 1938.

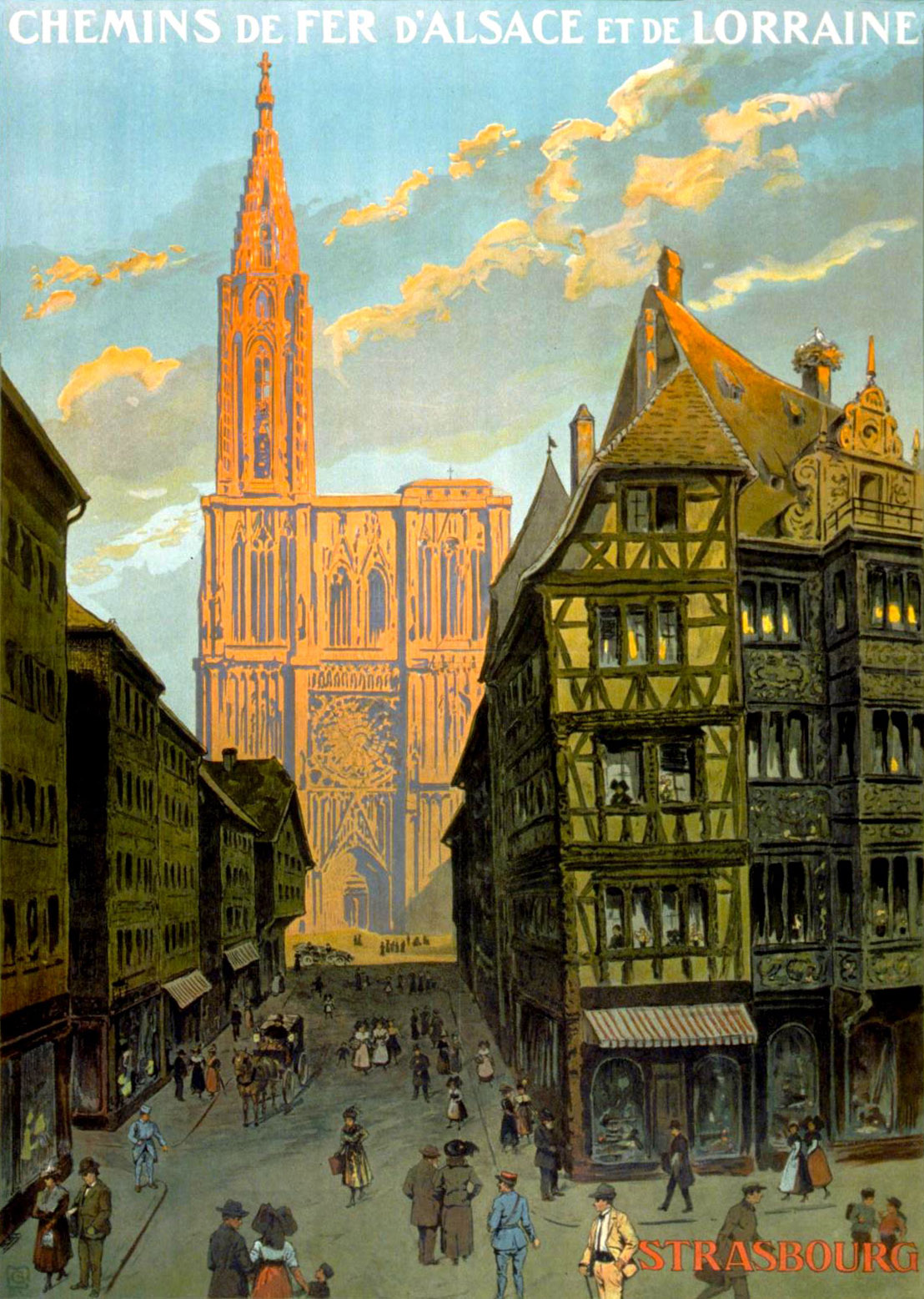
Affiche des Chemins de fer d'Alsace et de Lorraine, la cathédrale de Strasbourg.

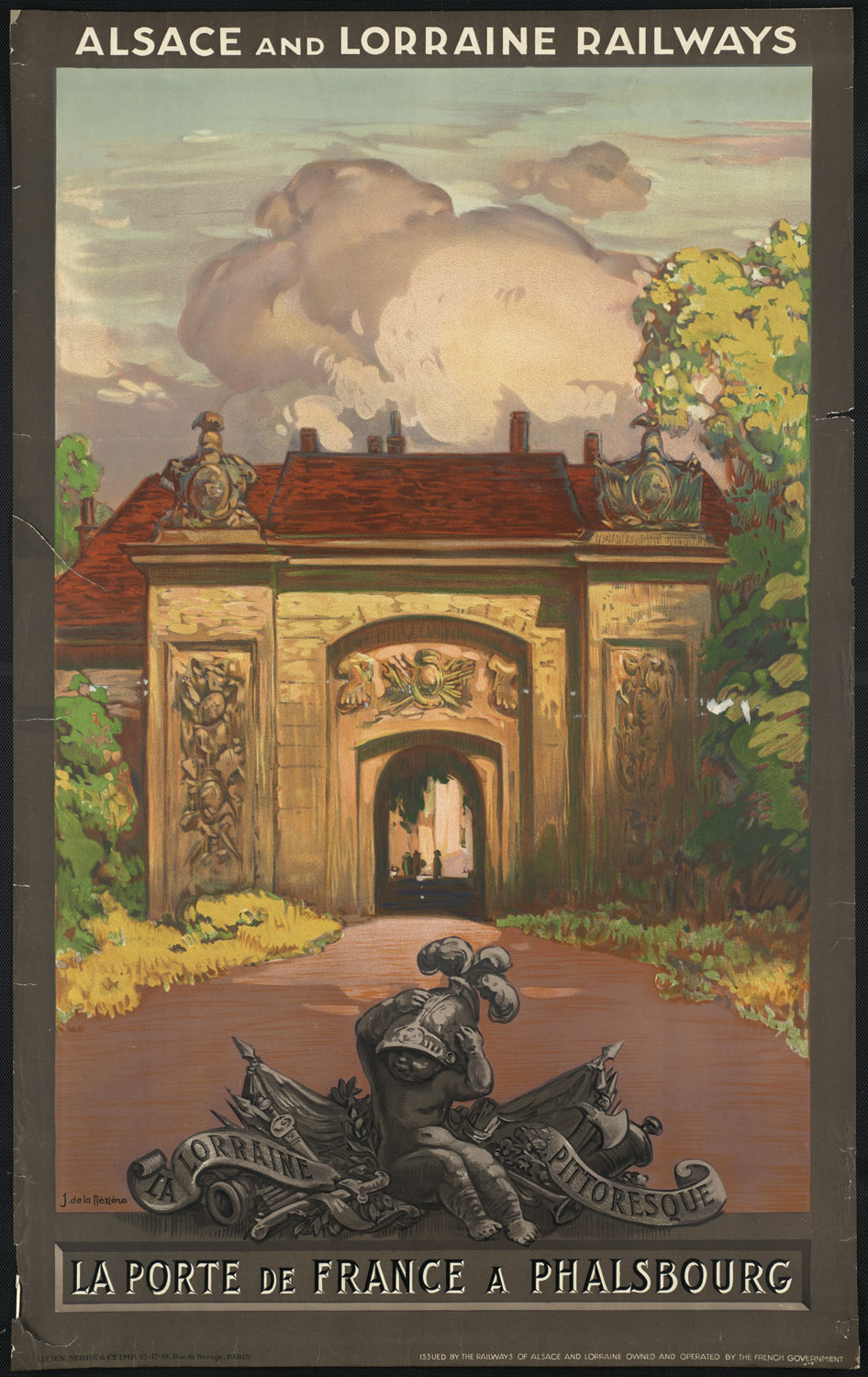
Affiche dessinée par Joseph de La Nézière pour les Chemins de fer d'Alsace et de Lorraine, la porte de France à Phalsbourg.

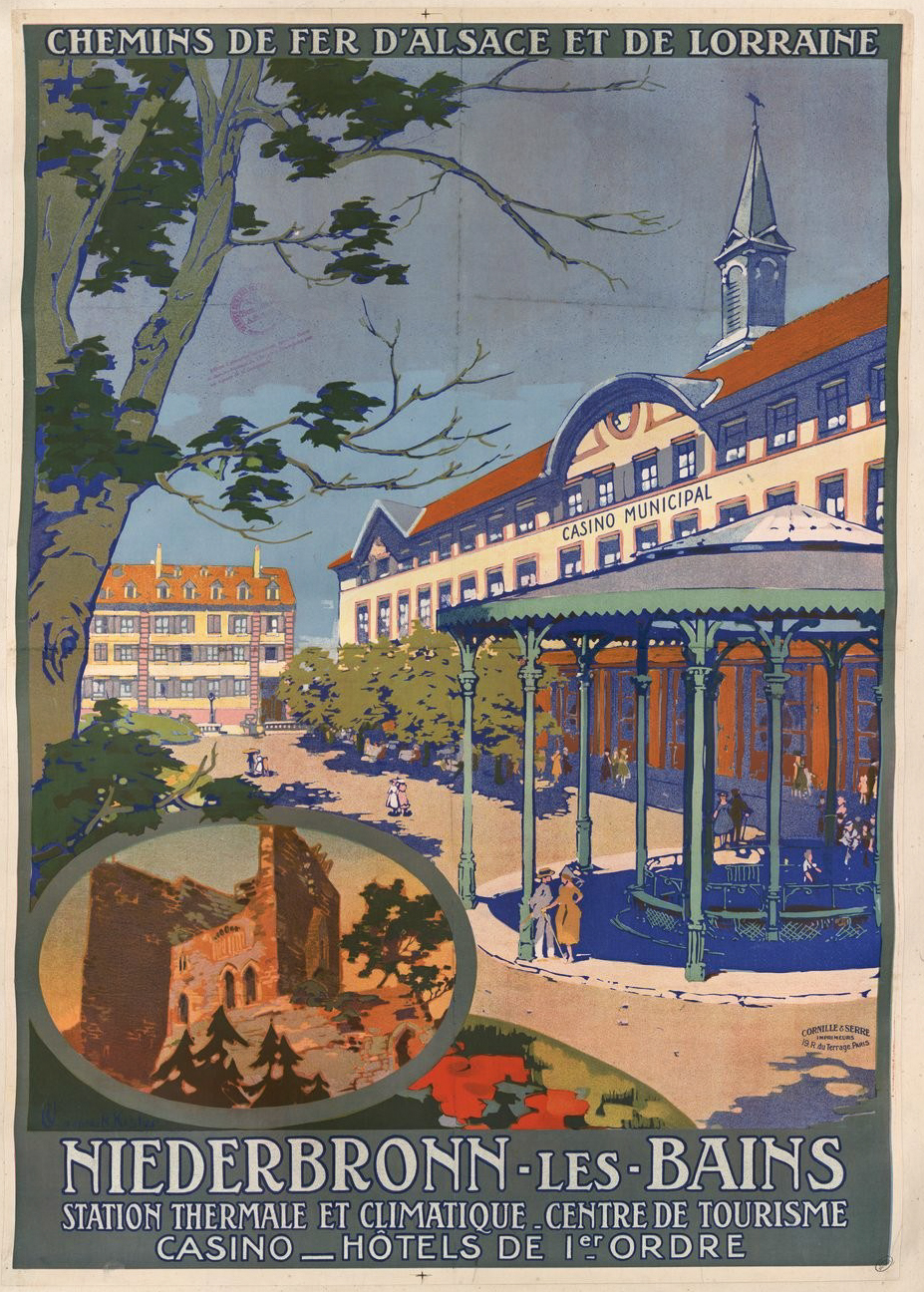
Affiche des Chemins de fer d'Alsace et de Lorraine, Niederbronn-les-Bains.

## Histoire
De 1871 à 1918, les réseaux de chemin de fer d'Alsace-Lorraine et du Luxembourg sont exploités par la Direction générale impériale des chemins de fer d'Alsace-Lorraine (EL). L'armistice du 11 novembre 1918 oblige l'Allemagne à remettre les lignes de chemin de fer exploitées par l'EL, avec leur personnel et le matériel, à la France dans un délai de 30 jours. Le 30 novembre 1918, l'ancien réseau EL constitue d'abord un « chemin de fer de campagne », sous contrôle militaire. Après la réintégration de l'Alsace-Lorraine au territoire français, la Compagnie des chemins de fer de l'Est, qui exploitait ces réseaux avant l'annexion, ne souhaite pas les récupérer. En effet les trains y circulent à droite selon le modèle allemand et tous les signaux sont situés à droite des voies, or dans le reste de la France les trains circulent à gauche et les signaux sont placés à gauche des voies. Aujourd'hui encore, cette particularité subsiste dans les actuels départements du Bas-Rhin, du Haut-Rhin et de la Moselle. L’Administration des chemins de fer d’Alsace et de Lorraine (AL) est alors créée officiellement par l’arrêté du 19 juin 1919, émis par le Commissaire général de la République française.
Par un décret du 30 novembre 1920, les chemins de fer d'Alsace et de Lorraine sont placés sous l'autorité du ministre des Travaux publics. Ce décret est ratifié par une loi le 30 mars 1923. Par une décision ministérielle du 31 mars 1923, les chemins de fer d'Alsace et de Lorraine sont intégrés dans l'organisation commune des chemins de fer d'intérêt général. Un décret du 21 avril suivant complète la composition du conseil supérieur des chemins de fer pour prendre en compte cette intégration.

Carte du réseau en 1937.

En janvier 1930, l'AL supprime la quatrième classe instaurée en 1906.
À son dernier inventaire, au 31 décembre 1937, l'AL disposait de 1 332 locomotives, 45 967 wagons, 3 390 voitures, 34 autorails, 83 wagons poste et 1 065 fourgons. Elle employait 39 039 cheminots, pour 2 320 km de lignes ferroviaires.
Il existait à l'époque :
- la Compagnie des chemins de fer du Nord (Nord),
- la Compagnie des chemins de fer de Paris à Lyon et à la Méditerranée (PLM),
- la Compagnie du Chemin de fer de Paris à Orléans (PO-Midi),
- l'Administration des chemins de fer de l'État (Ouest-État),
- la Compagnie des chemins de fer de l'Est (Est).

À la veille de son intégration dans la Société nationale des chemins de fer français (SNCF) le 1er janvier 1938, le réseau AL était le seul à avoir des comptes positifs.
Le 1er janvier 1938, l'AL et les chemins de fer de l'Est constituent la Région Est SNCF dont la direction est installée à Paris et la sous-direction à Strasbourg.

## Liste du matériel moteur de l'AL

### Les locomotives à vapeur
Les origines des machines ayant circulé sur le réseau Alsace-Lorraine entre le 19 juin 1919 (date de la création de l'AL) et le 31 décembre 1937 (date de son intégration dans la SNCF) sont variées :
- Locomotives de l'ancien réseau des Reicheisenbahnen in Elsass-Lothringen « EL » (Chemins de fer impériaux d'Alsace-Lorraine),
- Locomotives allemandes récupérées sur le sol d'Alsace-Lorraine à l'issue de la Première Guerre mondiale (prises de guerre),
- Locomotives allemandes attribuées à titre de réparation, affectées directement à l'AL ou après achat auprès d'autres compagnies françaises,
- Locomotives construites directement pour l'AL entre 1919 et 1937.

La classification des locomotives à vapeur repose sur le même système que celui en vigueur pour l'administration des Chemins de fer royaux de Prusse (KPEV). Il a été adopté par le réseau EL en 1906, révisé définitivement en 1912 et conservé par l'administration française de l'AL :
- Type S - Schnellzuglokomotive, locomotive pour train rapide,
- Type P - Personenzuglokomotive, locomotive pour train de voyageurs,
- Type G - Güterzuglokomotive, locomotive pour train de marchandises,
- Type T - Tenderlokomotive, locomotive-tender.

Les locomotives de l'AL portaient une livrée très sobre puisqu'uniformément noire. Seules les traverses de tamponnements étaient peintes en rouge. Celles-ci portaient (lorsque la place le permettait) à gauche l'indication A.L. et à droite le numéro de la machine ; sinon ces informations étaient portées sur des plaques disposées sur la porte de la boîte à fumées et à l'arrière du tender (ou de la soute à combustible).
Sur les côtés de la machine, trois plaques gravées étaient visibles : la première portait l'indication de la compagnie (AL), la seconde, celle du type de la machine (T14, G7, etc) et la troisième portait le numéro de série. En général, ces trois plaques étaient fixées sur la paroi de l'abri dans l'ordre indiqué, mais la dernière pouvait être apposée sur la boîte à fumée.
Jusqu'au milieu des années 1920, certaines locomotives ont pu conserver leur livrée de l'ex EL : abri, cylindres et chaudière en vert-olive (RAL 6003), roues et partie située sous le tablier en rouge-brun (RAL 8012), toit de l'abri, boîte à fumée et cheminée en noir.
Enfin, l'Alsace-Lorraine étant annexée par l'Allemagne durant la Seconde Guerre mondiale, les locomotives ont conservé (ou retrouvé) leur numéro de l'AL ; celui-ci était peint sur des plaques métalliques fixées sur les quatre faces des machines. Aucune autre information n'était indiquée.

#### Type S
- S3 201 à 240 - Classe 220 - Outrance
- S5 501 à 564 - Classe 220 - Outrance
- S9 901 à 980 et 981 à 986 - Classe 230 - Ten Wheels
- S10 1150 à 1162 - Classe 230 - Ten Wheels
- S10.1 1101 à 1122 - Classe 230 - Ten Wheels
- S12 1301 à 1308 - Classe 231 - Pacific
- S14 1311 à 1370 - Classe 231 - Pacific
- S16 1401 et 1402 - Classe 231 - Pacific

#### Type P
- P6 2100 à 2102 - Classe 130 - Mogul
- P7 - Classe 230 - Ten Wheels
- P8 - Classe 230 - Ten Wheels
- P10

#### Type G
- G1 1002, 1019, 1025, 1036 et 1039 - Classe 030
- G2 1040 à 1100 et 1251 à 1291 - Classe 030 - L'AL a hérité d'une trentaine de G2 réformées entre 1920 et 1932
- G3 1215 à 1248 - Classe 030 - Une vingtaine de machines conservées par l'AL et réformées entre 1921 et 1924
- G4 et G4.1 3801 à 3893 - Classe 030
- G5 3994 à 4215 et 4219 à 4273 - Classe 130 - Mogul
- G7.1 4301 à 4320 et G7.2 4321 à 4351 - Classe 040
- G8 5380 à 5389 et 5391 à 5393 - Classe 040
- G8.1 5001 à 5138, 5151 à 5287 et 5301 à 5372 - Classe 040
- G10 5401 à 5435 et 5437 à 5455 - Classe 050
- G10 5436 - Classe 050
- G11 5501 à 5547 - Classe 150 - Decapod
- G12 5563 à 5689 - Classe 150 - Decapod
- G12.1 5546 à 5562 - Classe 150 - Decapod
- G14 5701 à 5761 et 5801 à 5822 - Classe 140 - Consolidation - Locomotives type « Pershing »
- G16 5901 et 5902 - Classe 151 - Santa-Fé

#### Type T
- T1 2006 - Classe 020T
- T2 2030, 2032 - Classe 120T
- T2 2044 - Classe 030T

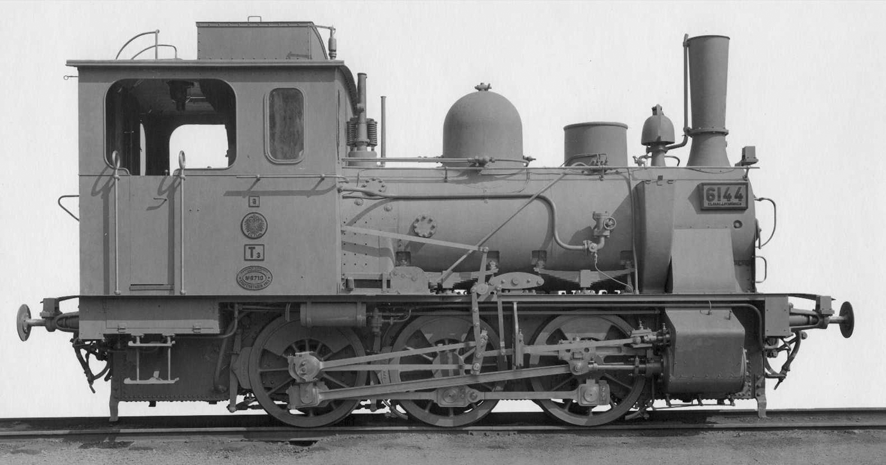
Locomotive T3 6144 des chemins de fer impériaux d'Alsace-Lorraine.

- T3 2045 à 2113 et 6142 à 6144 - Classe 030 T
- T4 2134, 2136 à 2144 et 6401 à 6410 - Classe 120T
- T5 2145 et 2146 et T5 6601 à 6637 - Classe 122 T
- T9.1 7188 - Classe 031 T
- T9.3 7051 à 7193 - Classe 130 T - Mogul
- T11 7300 et 7301 - Classe 130 T - Mogul
- T12 7701 à 7729 - Classe 130 T - Mogul
- T13 7901 à 7964 - Classe 040 T
- T14 8501 à 8546 et 8551 à 8556 - Classe 141 T - Mikado
- T16 8101 à 8112 et T16.1 8113 à 8118 - Classe 050T
- T17 8301 à 8366 - Classe 232T - Baltic
- T18 8401 à 8427 - Classe 232T - Baltic
- T19 8201 à 8213 - Classe 151T - Santa-Fé
- T20 8601 à 8630 - Classe 242T - Northern

### Les autorails
Classement par constructeurs

#### EIC (Entreprises Industrielles Charentaises)
- ZZr 1 type 2 "Charentaises" (muté au PLM : ZZ F 103).

#### Renault
- ZZr 1 type VH (provient de l'État : ZZy 24050),
- ZZr 2 type VH,
- ZZr 3 à 11 type VH,
- ZZr 33 et 34 type ABJ 1,
- ZZr 35 et 36 type ABJ 3.

#### De Dietrich
- ZZr 12 à 22 type 210 ch "glou-glou" (11 voitures),
- ZZr 28 à 32 type 320 ch (5 voitures).

#### Bugatti
- ZZr 25 type WLG surrallongé,
- ZZr 26 et 27 type WLG court (2 voitures),
- ZZr 201 à 205 type WR triple (5 ensembles R+M+R).

L'immatriculation AL prévue pour les ZZr 203 à 205 n'a probablement pas été appliquée, ces autorails ayant été livrés directement à la SNCF.